# Hans Folnesics
Hans Folnesics (* 24. Juli 1886 in Wien; † 6. Juni 1922 ebenda) war ein österreichischer Kunsthistoriker.

## Leben
Hans Folnesics war der Sohn des Kunsthistorikers Josef Folnesics (1850–1914). Er studierte Kunstgeschichte an der Universität Wien bei Julius von Schlosser und am Institut für Österreichische Geschichtsforschung und wurde 1912 promoviert. 1913 wurde er Sekretär der K. K Zentral-Kommission für Erforschung und Erhaltung der Kunst- und Historischen Denkmale und kunsthistorischer Landeskonservator von Salzburg. 1919 trat er in den vorzeitigen Ruhestand.

## Veröffentlichungen (Auswahl)
- Die herzogliche Burg zu Wien im Mittelalter. In: Kunstgeschichtliches Jahrbuch der K. K Zentral-Kommission für Erforschung und Erhaltung der Kunst- und Historischen Denkmale 3, 1909, Beiblatt S. 27–96 (Digitalisat).
- Studien zur Entwicklungsgeschichte der Architektur und Plastik des XV. Jahrhunderts in Dalmatien. In: Jahrbuch des Kunsthistorischen Institutes 8, 1914, S. 25–196 (Dissertation, Digitalisat).
- Brunelleschi. Ein Beitrag zur Entwicklungsgeschichte der Frührenaissance-Architektur. Schroll, Wien 1915.
- mit Leo Planiscig: Bau- und Kunstdenkmale des Küstenlandes. Wien 1916.
- Die illuminierten Handschriften in Dalmatien. Leipzig 1917.
- Die illuminierten Handschriften im österreichischen Küstenlande, in Istrien und der Stadt Triest. Leipzig 1917.